# Ольканыккикэ
Ольканыккикэ (устар. Шумгаль-Кикя) — река в России, протекает по территории Ямало-Ненецкого автономного округа. Устье реки находится в 11 км по правому берегу протоки Лэлькыльтэмы реки Таз. Длина реки составляет 18 км.

## Данные водного реестра
По данным государственного водного реестра России относится к Нижнеобскому бассейновому округу, водохозяйственный участок реки — Таз. Речной бассейн реки — Таз.
Код объекта в государственном водном реестре — 15050000112115300067462.